# Boeing 777

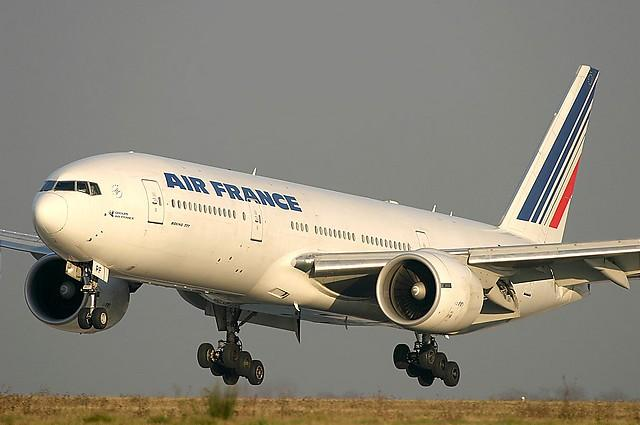
Air France Boeing 777.

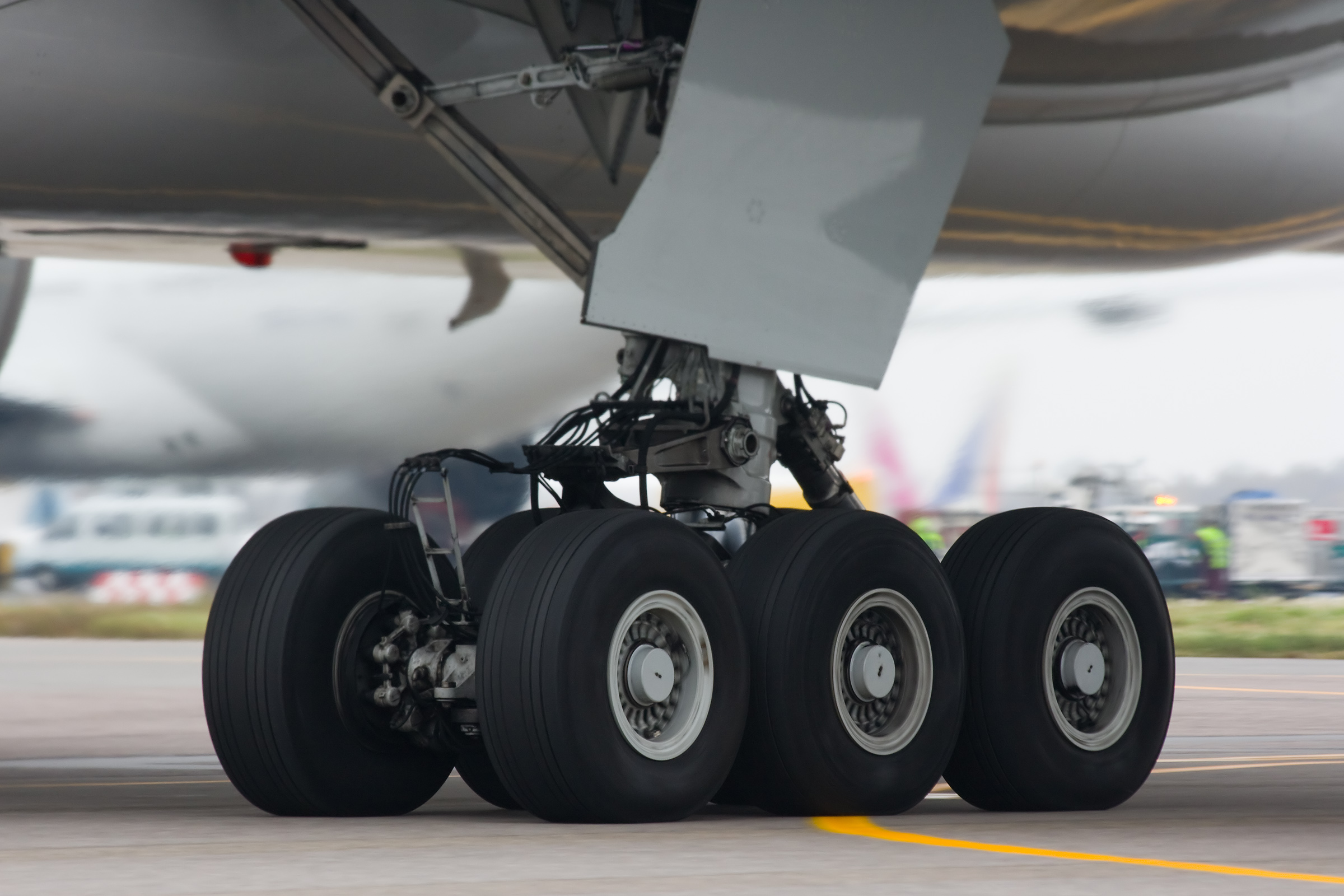
Det sexhjuliga landstället på en Boeing 777-300.

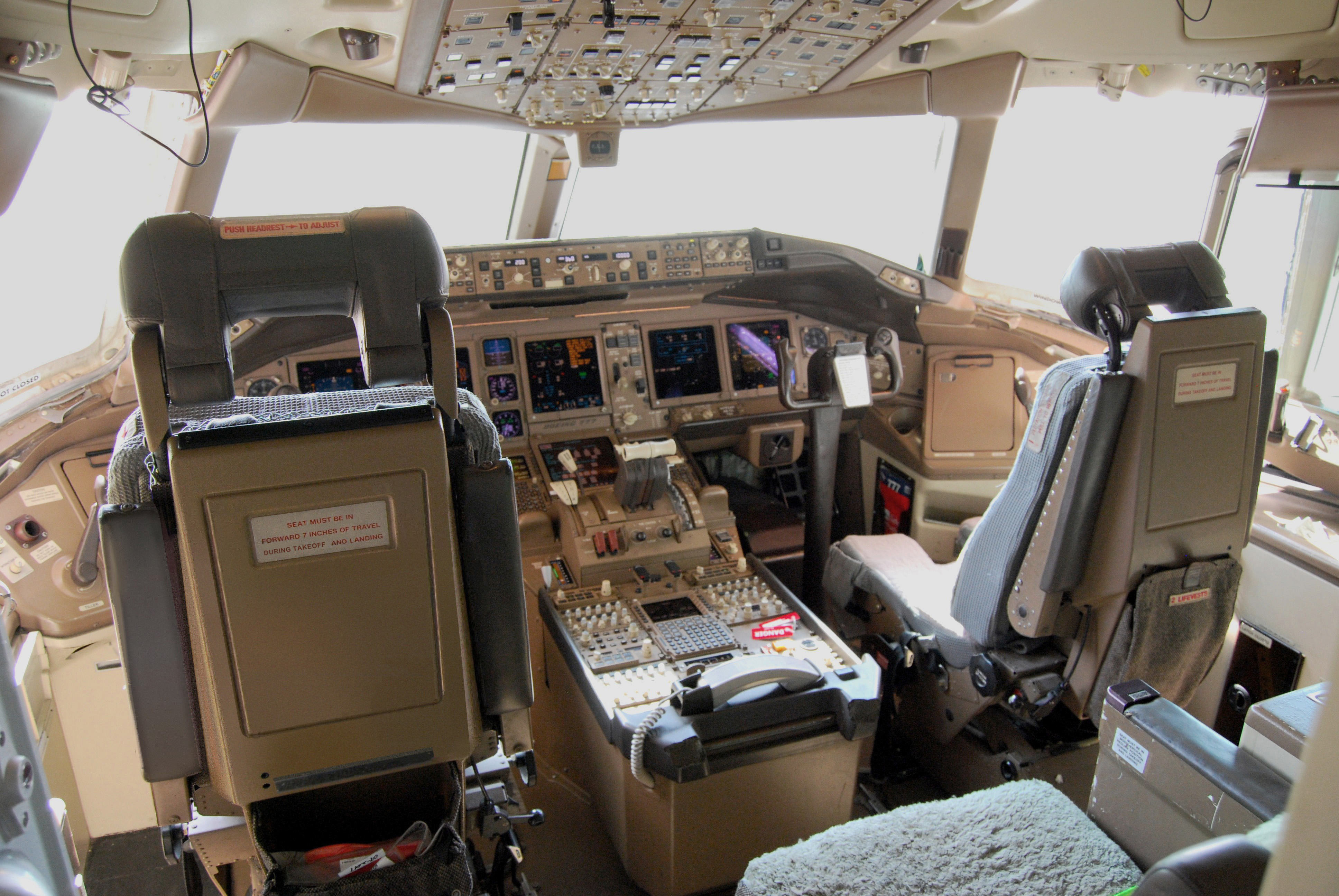
Förarkabinen i en Boeing 777-200ER.

Boeing 777 är ett tvåmotorigt passagerar- och fraktflygplan utvecklat och tillverkat av Boeing Commercial Airplanes. 777:an, också kallad "Triple Seven" eller "Trippelsjuan", är världens största tvåmotoriga plan och drivs av de hittills största jetmotorerna som tillverkats. Planet utvecklades för att fylla gapet mellan Boeing 767 och Boeing 747 samt locka kunder som tidigare opererat DC-10 och andra tidiga wide body-flygplan.
Boeing 777 har kapacitet för 550 passagerare och har en aktionsradie på mellan 10 400 och 17 400 kilometer. Boeing 777 flög första gången 1994.

## Varianter
Boeing 777 förekommer i flera versioner, av vilka några (777-200 och 777-300) i förkortade former benämns (772 respektive 773). B777 kan utrustas med GE90-115 som är världens största och kraftfullaste jetmotor.
| ICAO-kod | Modell         |
| -------- | -------------- |
| B772     | 777-200/200ER  |
| B77L     | 777-200LR/777F |
| B773     | 777-300        |
| B77W     | 777-300ER      |

### 777-100
777-100 förekom som studiekoncept för antingen tjänstgöra som långräckviddsmodell eller för flygbolag med lägre passagerarvolymer (bland annat SAS studerade denna). Modellen gick aldrig till produktion.

### 777-200
Den första 777-200 levererades i maj 1995. Modellen har en högsta startvikt mellan 229 och 247 ton och når mellan 7 000 och 9 500 kilometer.

### 777-200ER
Den första 777-200ER (där ER står för Extended Range) levererades i februari 1997. Modellen har en högsta startvikt mellan 263 och 286 ton och når mellan 11 000 och 14 300 kilometer.

### 777-200LR

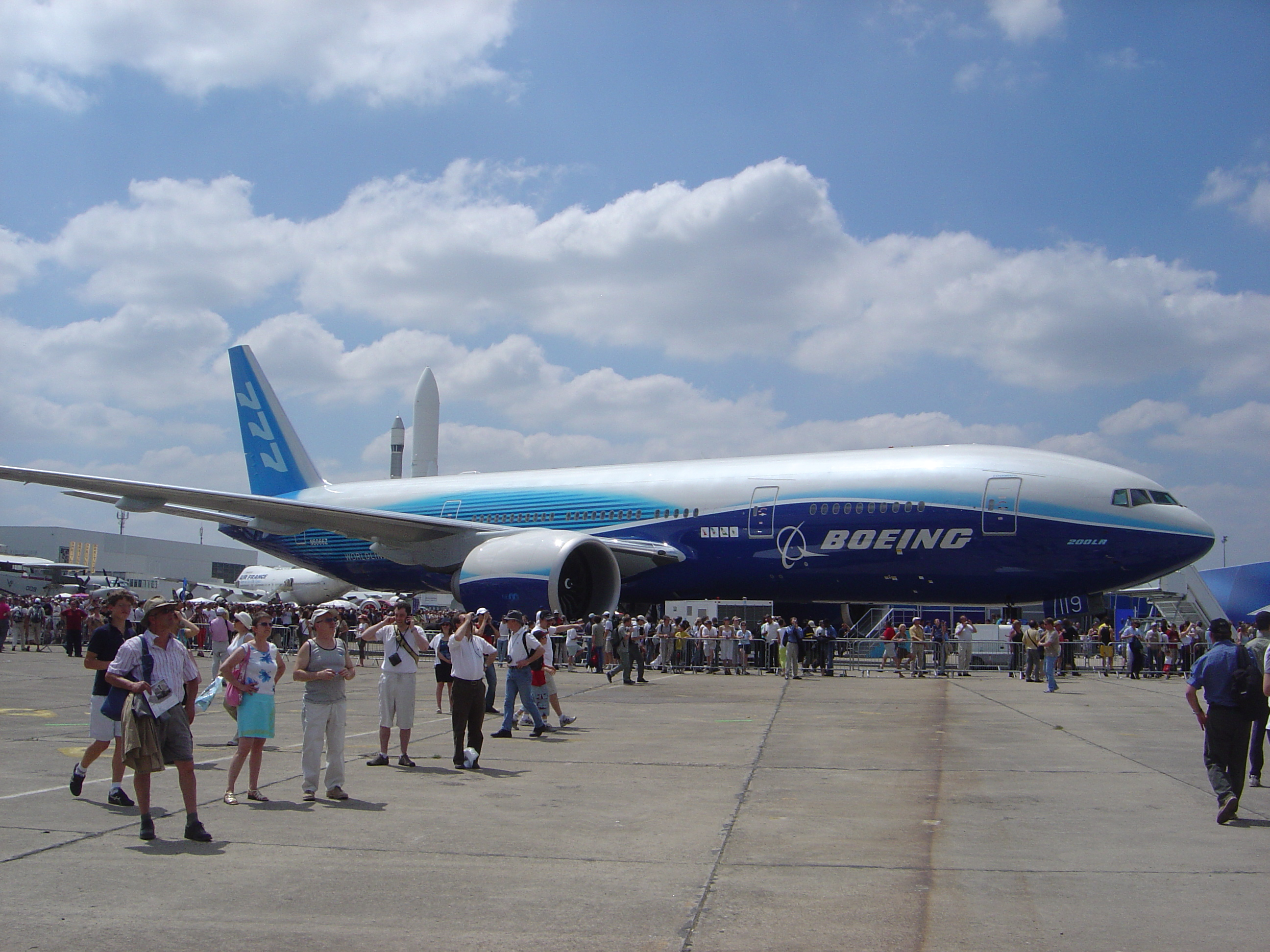
Boeing 777 Worldliner

Den första 777-200LR (där LR står för Long Range), levererades till Pakistan International Airlines i januari 2006. Detta flygplan slog världsrekord genom en 22 timmar och 42 minuter lång flygning mellan Hongkong och London (21,602 km).

### 777-300
Den första 777-300 levererades i maj 1998. Modellen når ungefär 10 600 kilometer och drar avsevärt mindre bränsle än 772-modellerna per passagerare räknat.

### 777-300ER
Analogt med 777-200ER är 777-300ER en 773 med längre räckvidd. Modellen flög första gången i februari 2003. Modellnamnet förkortas 77W. Planet har visat sig vara mycket ekonomiskt fördelaktigt och ersätter i växande utsträckning Boeing 747-400 bland världens flygbolag.

### 777 Freighter
777 Freighter (777F) är en renodlad godstransportversion av Boeing 777-200LR som började säljas i november 2004.

## Fly-by-wire
Boeing 777 använder fly-by-wire för att förmedla signaler från förarkabinens reglage till flygplanets kontrollytor. Dessa signaler sköts av flygplanets datorsystem som antingen skickar signaler till ett hydrauliskt system eller direkt till flygplanets roder.
Det är Boeings första kommersiella flygplan med detta system.

## Olyckor
- En Boeing 777-28E/ER var inblandad i en allvarlig olycka den 6 juli 2013 i San Francisco. Planet från Asiana Airlines (Flight 214) totalhavererade vid landning. Två personer omkom och 180 skadades. Olyckan orsakades av ett pilotmisstag då man hade för låg hastighet och satte ner flygplanet på buken innan man nådde landningsbanan.

- Ett annat plan har skrotats efter ett landningshaveri på Londons Heathrow-flygplats. Det var British Airways flight 38 en 777-236/ER med registrering G-YMMM som havererade under landning den 17 januari 2008. Ingen passagerare miste livet. Olyckan orsakades av isbildning i bränslesystemet vilket medförde att motorerna ej fick tillräckligt med bränsle.

- En 777-2H6/ER reg.nr 9M-MRO från Malaysian Airlines (MH 370) med 239 personer ombord försvann spårlöst under en flygning mellan Kuala Lumpur och Peking den 8 mars 2014. Detta kvarstår som ett av flyghistoriens största mysterier.

- Ett Boeing 777-200ER som flögs under Malaysia Airlines Flight 17 sköts ned och störtade 17 juli 2014 i Ukraina. Alla 298 ombordvarande omkom.[6]